# Acid Kirk
Pour les articles homonymes, voir Acid.
Acid Kirk (alias de Cédric Stevens), né en 1972 à Louvain, est un DJ, compositeur et producteur de musique électronique.

## Biographie
Après un début de carrière de DJ et compositeur essentiellement tourné vers la techno et l'Acid house depuis 1993, dont sont issus une douzaine de disques maxi 45 tours vinyles, il a réorienté ses recherches dès 1997 vers des musiques nettement plus expérimentales et dissociées des rythmes répétitifs. Il décrit alors ses créations : « des paysages sonores pas faits pour danser, avec une rythmique qui met en valeur les couleurs ».
Il est l'auteur de nombreux albums sous les pseudonymes: The Syncopated Elevators Legacy, Psychonauts, Psychonautic Experiments, et Drifting Bears Collective.
La seconde partie du double album de The Syncopated Elevators Legacy sorti en 2012 rassemble des réinterprétations des compositions de Cédric Stevens par Fennesz, James Leyland Kirby, Motion Sickness Of Time Travel, Sylvain Chauveau, Burning Star Core (en) et My Cat Is An Alien (en).

## Discographie sélective

### Albums et maxis
- Cyberpsychose Cyberlandscape (avec Sebastian S.), Diki rec., 1992
- Encephaloïd Disturbance MagneticNeurosis (avec Laurent Jadot), D.O., 1994
- Psychonauts Alchemy, Re-load Ambient, 1995
- Psychonautic Experiments Vol. 2, Re-load Records, 1994
- Psychonautic Experiments, Re-load Records, 1994
- Unreleased Psychonautic Experiments, Re-load Limited, 1995
- Acid Kirk's Childhood Memories, Firstcask Records, 2000
- Apostasy, Elf Cut, 1997
- The Siamese Level, Elf Cut, 2000
- An Heliocentric Saltbox, Ambivalence, 2000
- The Siamese Level, Elf Cut, 2000
- Still Between The Battle And The Sheet, Ambivalence 2003
- Out Of The Blew EP, WéMè Records/Firstcask Records, 2010
- Cédric Stevens - The Syncopated Elevators Legacy[6], Discrepant, 2012
- Cédric Stevens - Yesterday's Chimes, Discrepant, 2013

## Autres créations et participations
- Exposition « Toute cruauté est elle bonne à dire ? » à l'espace de la « Centrale électrique » de Bruxelles, dans une installation audiovisuelle en collaboration avec le peintre Serge Goldwicht (6/2/2009).
- Première mondiale de Benares Crescent au mois de juin 2010: composition minimaliste basée sur la tambûr (instrument d’origine indienne). Cette création a eu le soutien de la Communauté française de Belgique.